# 葉瑄
葉瑄（1375年—？），字文珙，浙江衢州府開化縣人，民籍，明朝政治人物。進士出身。

## 生平
縣學生，浙江鄉試第五十五名。建文二年（1400年）庚辰科會試第七十七名，殿試登進士三甲。

## 家族
曾祖葉則榮、祖父葉明初，父亲葉德謙。